# Hyalocis yakushimensis
Hyalocis yakushimensis is een keversoort uit de familie houtzwamkevers (Ciidae). De wetenschappelijke naam van de soort werd in 1993 gepubliceerd door Kawanabe.